# ダブリン上等!
『ダブリン上等!』（ダブリンじょうとう!、原題：Intermission）は、2003年制作のアイルランド・イギリスのブラック・コメディ映画。
アイルランドのダブリンを舞台に、負け組の若者たちが繰り広げる様々な群像を描く。ジョン・クローリーの監督デビュー作。ニール・ジョーダン製作、コリン・ファレル、キリアン・マーフィーらが出演。「アイルランドのアカデミー賞」と呼ばれる第1回IFTAフィルム&ドラマ・アワード（2003年）で作品賞・監督賞・脚本賞の3部門を受賞した。

## あらすじ
目的のためには女性を殴ることも厭わないチンピラのレイフ、恋人のデイドラを試すつもりで別れ話を切り出したら本当に別れることになってしまったスーパーの従業員ジョン、彼女イナイ歴があまりに長くて悩んでいる彼の親友オスカー、好きな男に騙されて失恋した痛手から口ひげを生やして殻にこもっているデイドラの妹サリー、理不尽な原因の事故で理不尽にクビになってしまったバスの運転手ミック、楽しみにしていたテレビ出演がなくなってしまい意気消沈の刑事ジェリー。
そんな行き詰まりの状態に陥った彼らの人間模様が交錯し、暴走を始める…。

## キャスト
※括弧内は日本語吹替。
- レイフ：コリン・ファレル（楠大典）
- ジョン：キリアン・マーフィー（川本克彦）
- デイドラ：ケリー・マクドナルド（岡寛恵）
- サリー：シャーリー・ヘンダーソン
- ジェリー：コルム・ミーニイ（辻親八）
- オスカー：デヴィッド・ウィルモット（前島貴志）
- ミック：ブライアン・F・オバーン（武虎）
- ノーリーン：ディードラ・オケイン
- サム：マイケル・マケルハットン
- ベン：トマス・オサリヴァン
- ヘンダーソン氏：オーウェン・ロー
- エマ・ボルジャー
- カフェのウェイトレス：ケリー・コンドン